# Otgontsetseg Galbadrakh
Otgontsetseg Galbadrakh (n. 25 ianuarie 1992, Ulaanbaatar, Republica Populară Mongolă) este o sportivă ce a reprezentat Kazahstan, medaliată olimpică. A participat la 2 ediții ale Jocurilor Olimpice (2016, 2020) în care a câștigat o medalie de bronz.